# Mistagogia
La mistagogia è, nella cultura religiosa greca, l'iniziazione ai misteri, segnatamente ai misteri di Eleusi.

## La mistagogia in ambito cristiano
Per mistagogia, in ambito cristiano si intende il cammino fatto di apprendimento e conoscenza nonché di testimonianza che il cristiano compie dopo avere ricevuto i sacramenti dell'iniziazione cristiana.
Si tratta di avvicinarsi al Mistero Pasquale di Cristo Risorto attraverso la comprensione e la pratica dei riti liturgici e con la testimonianza della propria fede nella vita reale di tutti i giorni.
Il termine deriva dal greco e proviene dalla letteratura ellenica antica. Significa portare, guidare qualcuno a considerare le realtà sacre, introdurre nelle cose nascoste cioè nei misteri. La mistagogia è dunque l'azione di colui che conduce un altro, lo inizia ai misteri.
Nel rito bizantino la mistagogia è, per eccellenza, la divina liturgia cioè la Messa perché è l'azione che la Chiesa-Mistagoga fa per condurre i fedeli dentro i misteri di Dio e dell'uomo, è, infine, l'azione di Dio stesso che esce dal suo mistero per farsi presente all'uomo.